# Slovenski državni holding
Slovénska odškodnínska drúžba je finančna organizacija ustanovljena z Zakonom o Slovenskem odškodninskem skladu za poravnavo obveznosti po zakonu o denacionalizaciji. Je tudi pristojno za plačilo odskodnin za zaplenjeno premoženje zaradi razveljavitve kazni zaplembe in žrtvam vojnega in povojnega nasilja.
Prvotno ime »Slovenski odškodninski sklad, d.d.« je bilo po Zakonu o javnih skladih spremenjeno v »Slovenska odškodninska družba, d.d.« Arhivirano 2006-04-28 na Wayback Machine.. Edini delničar družbe je Republika Slovenija.